# Богданів дуб (Пилиповичі)
Богда́нів Дуб — ботанічна пам'ятка природи місцевого значення в Україні. Об'єкт природно-заповідного фонду Житомирської області. 
Розташована в межах Звягельського району Житомирської області, неподалік від села Пилиповичі. 
Площа 0,03 га. Статус надано згідно з рішенням Житомирської облради 14.12.2010 року № 21. Перебуває у віданні ДП «Новоград-Волинське ДЛМГ» (Пилиповецьке л-во, кв. 2, вид. 10). 
Статус надано для збереження унікального в історичному й пізнавальному сенсі дуба черешчатого, орієнтовний вік якого 490 років, висота понад 29 м, діаметр понад 6 м. 
За легендою під цим деревом розташувався військовий табір Богдана Хмельницького під час походу на Польщу.